# Dolní Ředice
Dolní Ředice település Csehországban, a Pardubicei járásban. Dolní Ředice Choteč, Časy, Dašice, Rokytno, Chvojenec, Dolní Roveň és Horní Ředice településekkel határos. Lakosainak száma 1046 fő (2024. január 1.).

## Népesség
A település lakosságának változását az alábbi diagram mutatja:
| Lakosok száma | 805  | 857  | 972  | 819  | 761  | 770  | 919  | 963  | 997  | 1046 |
|               | 1869 | 1890 | 1921 | 1950 | 1980 | 2001 | 2017 | 2019 | 2022 | 2024 |